# Ngày Quốc tế trẻ em gái
Ngày Quốc tế của bé gái (International Day of the Girl) được tổ chức vào ngày 11 tháng 10 hàng năm được thống nhất trên toàn cầu bởi Đại hội đồng Liên hợp quốc vào năm 2011 dựa trên sáng kiến chung của Tổ chức Plan Canada và Chính phủ Canada, EU và các tổ chức khác.
Ngày 11/10/2012, chiến dịch 5 năm "Vì em là con gái" được Plan International chính thức khởi động trên toàn cầu với mục tiêu là hỗ trợ cho 4 triệu trẻ em gái về giáo dục, các kĩ năng cơ bản và giúp các em thay đổi cuộc sống của mình.
Chủ đề Ngày quốc tế trẻ em gái năm đầu tiên 2012 là: "Đấu tranh chống nạn tảo hôn".